# Coca
El término coca hace referencia a cualquiera de las cuatro plantas cultivadas del género Erythroxylum, familia Erythroxylaceae, nativas del oeste de América del Sur. La coca es conocida mundialmente por su alcaloide psicoactivo, la cocaína, y las drogas elaboradas a partir de las plantas: el clorhidrato de cocaína, la pasta base y el crack.
Las dos especies con sus cuatro variedades tienen importancia económica, social y cultural en América del Sur, especialmente en Argentina, Bolivia, Brasil, Colombia, Ecuador, Chile y Perú.

## Especies y subespecies
Existen más de 250 especies del género Erythroxylum, de las cuales dos son cultivadas y contienen el alcaloide. Estas dos especies se sub-clasifican en cuatro variedades botánicas:
- Erythroxylum coca (coca huánuco o coca boliviana):[3] Originaria de Bolivia y Perú, además de ser cultivada en Colombia para procesar cocaína.
- Erythroxylum coca var. ipadu (coca amazónica): Originaria de zonas cercanas al río Amazonas.
- Erythroxylum novogranatense (coca colombiana):[4] Originaria de Colombia y Ecuador.
- Erythroxylum novogranatense var. truxillense (coca de Trujillo): Originaria de la vertiente oriental de la cordillera de los Andes y el Perú.

Estudios evolutivos basados en secuencias de ADN indican que estas cuatro variedades botánicas cultivadas están cercanamente relacionadas con las especies silvestres Erythroxylum cataractarum y Erythroxylum gracilipes.

## Importancia económica y cultural
Las hojas de las plantas de la coca se utilizan por sus propiedades estimulantes del sistema nervioso central, antivirales, cardiotónicas, anestésicas, analgésicas y para tratar el mal del altura, entre otras. A partir de las hojas se elaboran varios productos y usos de origen ancestral y moderno.

### En Colombia
El uso de la hoja de coca ha sido tradicional entre muchos de los indígenas de Colombia desde tiempos inmemoriales, especialmente entre los de la Sierra Nevada de Santa Marta. Ahí se puede distinguir la manera de hacerse en comunión con la planta entre las culturas de montaña y las culturas de las selvas amazónicas. Las primeras, prefieren mascar la hoja tostada, e irle mezclando cal, algunos elaborándola de conchas marinas, y otros con cal de piedra, conservándola en un pequeño calabazo llamado "poporo". En el Amazonas, las culturas que tienen relación con la planta de coca la tuestan y pulverizan, mezclándola con ceniza de plantas amazónicas (por ejemplo de las hojas del yarumo (Cecropia spp.) como aditivo alcalino); el resultado es un polvo verde que se llama mambe. Entre los indígenas colombianos, pese a la relación cotidiana que hace el resto de la sociedad (incluyendo el estado) de la planta con drogas ilícitas, la hoja de coca está revestida de religiosidad y se considera un elemento sagrado, rodeado de respeto y admiración. Los indígenas no entienden por qué esta planta se persigue en sus territorios, ya que no fue por su cultura ni sus costumbres el que algunas personas (narcotraficantes) hayan mal utilizado su alcaloide, convirtiéndolo en una sustancia destructiva para la salud humana (clorhidrato de cocaína), siendo una de las causantes de conflictos con el estado y de rechazo por parte de la sociedad colombiana. Pese a la prohibición e ilegalidad del cultivo, Colombia es el mayor productor de hoja de coca en el mundo para la fabricación ilegal de clorhidrato de cocaína, siendo Estados Unidos y Europa los destinos principales de esta droga ilícita.

### Mambe
El mambe o ypadú (en huitoto: jíibie) es un polvo que se obtiene de tostar, moler y cernir las hojas de coca amazónica (Erythroxylum coca var. ipadu) (en uitoto: jibína) mezclándolas generalmente con cenizas de las hojas del árbol Cecropia (llamado cetico, embaúba, yarumo; pudiendo ser Cecropia peltata o Cecropia sciadophylla, entre otras especies) como aditivo alcalino. Es elaborado por pueblos tradicionales como los Uitoto y Tukano en la cuenca amazónica, en el territorio alrededor de las fronteras de Brasil, Colombia y Perú en donde se le llama mambe en la cuenca del río Putumayo e ypadú en la cuenca del río Vaupés.

### Contenido de cocaína por subespecie
En un extenso estudio, el contenido de cocaína de las hojas de E. coca var. coca (30 muestras) se encontró que varían desde 0.23 hasta 0.96 %, con una media de 0.63 %, mientras que el contenido de cocaína en E. coca var. ipadu (6 muestras) fue menor: 0.11-0.41 %, con un promedio de 0.25 %. E. novogranatense var. novogranatense (3 muestras) contenía 0.55-0.93 % de cocaína, con un promedio de 0.77 % y E. novogranatense var. truxillense (14 muestras) 0.42-1.02 %, con una media de 0.72 %.

## Régimen jurídico

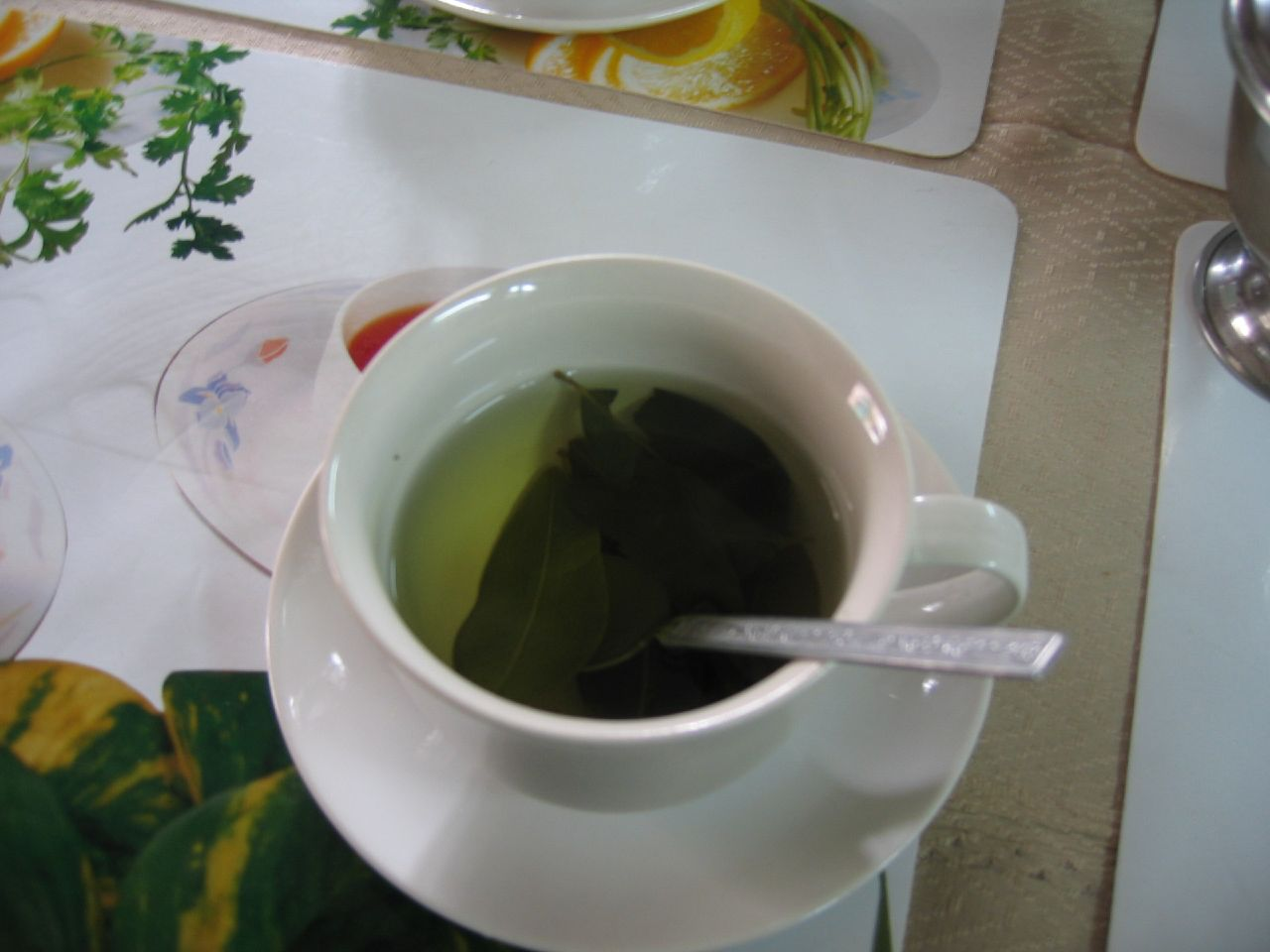
Té de hojas de coca

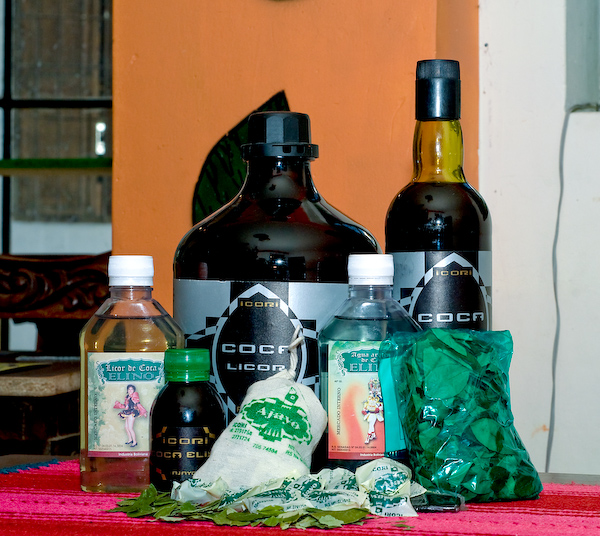
Licor de coca

La hoja de coca es la materia prima que se utiliza para la producción de la cocaína, una poderosa sustancia estimulante y anestésica extraída químicamente de grandes cantidades de hoja de coca. Actualmente, dado que se ha visto sustituida como anestesia médica por análogos sintéticos como la procaína, la cocaína se conoce principalmente como una droga recreativa ilegal. El cultivo, la venta y la posesión de la hoja de coca sin procesar es, por lo general, una actividad legal en países como Bolivia y Perú, con un uso tradicional establecido, aunque el cultivo suele verse restringido para evitar la producción de cocaína. En Colombia, su cultivo y procesamiento esta penalizado en todas sus formas, lo que ha traído conflictos entre el estado y la población indígena del país, que responsabiliza a los narcotraficantes y a la demanda de cocaína por parte de los países consumidores del estigma que tiene la planta en la sociedad colombiana.[cita requerida]
La prohibición del uso de la hoja de coca, excepto con fines médicos o científicos, fue establecida por la Convención Única sobre Estupefacientes de 1961. La hoja de coca aparece clasificada en la Lista I de dicha Convención junto con la cocaína y la heroína. Según el texto de la Convención: “Las Partes obligarán a arrancar de raíz todos los arbustos de coca que crezcan en estado silvestre y destruirán los que se cultiven ilícitamente” (artículo 26) y “la masticación de hoja de coca quedará prohibida dentro de los 25 años siguientes a la entrada en vigor de la presente Convención” (artículo 49, 2.e).
La inclusión de la hoja de coca en las listas de la Convención Única de 1961 se debe principalmente a un informe solicitado a las Naciones Unidas por el representante permanente del Perú, elaborado por una comisión que visitó brevemente Bolivia y el Perú en 1949, para “investigar los efectos del masticado de la hoja de coca y las posibilidades para limitar su producción y controlar su distribución”. El Informe de la Comisión de Estudio de las Hojas de Coca, publicado en 1950, llegaba a la conclusión de que los efectos del masticado de coca eran negativos, aunque la práctica se definía como un hábito y no como una adicción.
El informe fue objeto de severas críticas por su explícita arbitrariedad, su imprecisión y su connotaciones racistas. Se criticó también la calificación profesional y los intereses paralelos de los integrantes del equipo, la metodología aplicada, y la selección y uso incompletos de la literatura científica que existía en ese entonces en torno a la hoja de coca.
Según sus consumidores, la mayor parte de la información proporcionada sobre el uso tradicional de la hoja de coca y sus adaptaciones modernas es errónea. Este hecho habría impedido hasta el momento sacar a la luz los aspectos positivos de la planta, sus potenciales beneficios para la salud física, mental y social de los pueblos que la consumen y cultivan.
En un intento por obtener reconocimiento jurídico para el uso tradicional de la coca, Perú y Bolivia negociaron el párrafo 2 del artículo 14 de la Convención de las Naciones Unidas contra el Tráfico Ilícito de Estupefacientes y Sustancias Sicotrópicas de 1988, en que se estipula que las medidas que se adopten para erradicar el cultivo ilícito y para eliminar la demanda ilícita, “tendrán debidamente en cuenta los usos tradicionales lícitos, donde al respecto exista la evidencia histórica”. Bolivia también realizó una reserva formal a la Convención de 1988, subrayando que “el ordenamiento jurídico de Bolivia reconoce la naturaleza ancestral del uso lícito de la hoja de coca que para una gran parte de la población de Bolivia se remonta a siglos atrás”.
Sin embargo, la Junta Internacional de Fiscalización de Estupefacientes (JIFE) –el organismo independiente y cuasi judicial encargado de la aplicación de las convenciones sobre drogas de las Naciones Unidas– negó la validez del artículo 14 de la Convención de 1988 por encima de las obligaciones impuestas por la Convención de 1961, así como cualquier reserva realizada por las partes, dado que "no eximen a ninguna de las Partes de los derechos y obligaciones que les incumben en virtud de los demás tratados de fiscalización internacional de drogas".
En los últimos años, el régimen jurídico de la hoja de coca es cada vez más cuestionado. Incluso la JIFE afirmaba en su Informe anual correspondiente a 1994 que beber mate de coca "considerado inocuo y legal en diversos países de América del Sur, forma parte de una actividad ilegal según lo estipulado en la Convención de 1961 y en la Convención de 1988, aunque no era esa la intención de las conferencias plenipotenciarias en que se adoptaron dichas convenciones”.
Sin embargo, en su Informe anual correspondiente a 2007, la JIFE llamaba a los países a ‘abolir o prohibir el mascado de la hoja de coca y la fabricación del mate de coca’. El Gobierno boliviano respondió anunciando que solicitaría formalmente a las Naciones Unidas la desclasificación de la hoja de coca de la Lista I de la Convención Única de 1961. Esta petición la hace el gobierno boliviano, tomando en cuenta que la hoja de coca para gran parte de la población en Bolivia es parte de una tradición milenaria, ya que ha estado y está presente en gran parte de las actividades que realiza la población boliviana.